# Pulpit (Wisent)
Pulpit war der Name eines Wisentbullen, der 1964 und 1965 in Polen große öffentliche Aufmerksamkeit erregte, weil er dreimal aus seinem Reservat in den Karpaten abwanderte und durch Südpolen zog. Über seine Wanderungen berichteten sowohl Zeitungen als auch Radio- und Fernsehsender. Bei seinen Wanderungen fand er sich gelegentlich auch in Bauerndörfern und Kleinstädten ein. Am bekanntesten ist ein Vorfall, wo er während einer Beerdigung auf den Friedhof der Stadt Zagórze trottete und die Trauernden teils auf Bäume flüchteten. Typischer für ihn war jedoch ein Einfinden auf Märkten, wo er sich an den Marktständen am Gemüse bediente. Schulkinder fütterten den Wisentbullen gelegentlich sogar mit Brot.
Die polnische Regierung erwog, den Bullen abschießen zu lassen. Dies führte innerhalb der polnischen Bevölkerung jedoch zu heftigen Protesten. Der Bulle wurde letztlich eingefangen und ab 1965 in einem Gehege gehalten. Pulpit wird heute noch gelegentlich als Beispiel dafür zitiert, dass Wisente nur sehr selten ein aggressives Verhalten gegenüber Menschen zeigen. Der Bulle stammte aus der Flachland-Kaukasus-Linie. Anders als bei den reinblütigen Flachlandwisenten (Bison bonasus) (sogenannte Flachlandlinie) weist diese Linie auch Erbgut des ausgestorbenen Bergwisents (Bison caucasicus) auf. Der Bulle Pulpit ist damit ein Nachkomme des Bergwisent-Bullen Kaukasus (Zuchtbuch-Nr. 100), der 1908 nach Deutschland gebracht und mit Flachland-Wisentkühen verpaart wurde. 

## Einzelbelege
1. ↑   Nigge et al., S. 91